# Atash
Atash (عطش ʕataš, en hebreu, צימאון Tzimaon), és una pel·lícula israeliano-palestina dirigida per Tawfik Abu Wael estrenada el 2004.

## Sinopsi
Una parella palestina viu en una casa aïllada amb les seves dues filles i el seu fill des que la filla gran va ser violada. Les dones, recluses, fan carbó vegetal que el pare ven a la ciutat, mentre que el fill va a l'escola. Quan el pare recull aigua d'una font veïna per proveir la casa, la violència continguda es desencadena...

## Repartiment
- Hussein Yassin Mahajne: Abu Shukri
- Amal Bweerat: Um Shukri
- Ruba Blal: Jamila
- Jamila Abu Hussein: Halima
- Ahamed Abed Elrani: Shukriest

## Distincions
- 2004 : Premi Ofir a Asaf Sudri a la millor fotografia
- 2004 : Premi FIPRESCI de la Setmana de la Crítica del 57è Festival Internacional de Cinema de Canes[3]
- 2004 : Premi Wolgin a la millor pel·lícula de ficció israeliana al Festival de Cinema de Jerusalem, amb Or de Keren Yedaya
- 2004 : Premi especial del jurat de la Biennal de Cinema Àrab de París[4]
- 2004 : Menció especial a la millor fotografia a la XXV edició de la Mostra de València.[5]